# Piskedala-Ola
Piskedala-Ola, död 1678, var smeknamnet på en gammal man från byn Piskedala, Småland som i Karlshamn 1678 dömdes att efter ha väglett den danska truppen in i staden att levande brännas på bål för förräderi.
Sedan den danska truppen besegrats efter den försökt anfalla medborgarna i staden när de lämnade kyrkan efter  gudstjänst avslöjade en av de tillfångatagna  soldaterna vem som väglett dem. Borgerskapet i staden sammankallades och domen blev bränning på bål. Halva hans hus blev nedrivet och ett bål byggdes av plankorna utanför stadsgränsen, resten av huset stod orört till varnagel för andra i flera år. Han anses ha varit  en av de sista som utdömdes detta straff i Sverige.